# Vasilátika
Vasilátika (Vasilatika) är en ort i Grekland.   Den ligger i prefekturen Nomós Kerkýras och regionen Joniska öarna, i den västra delen av landet, 400 km nordväst om huvudstaden Aten. Vasilátika ligger 50 meter över havet och antalet invånare är 147. Den ligger på ön Korfu.
Terrängen runt Vasilátika är platt åt sydost, men åt nordväst är den kuperad. Havet är nära Vasilátika norrut. Runt Vasilátika är det ganska tätbefolkat, med 120 invånare per kvadratkilometer. Närmaste större samhälle är Korfu, 19,3 km norr om Vasilátika. 